# Richard Rodgers
Richard Charles Rodgers (Queens, Nova York, 28 de junho de 1902 — Nova York, 30 de dezembro de 1979) foi um compositor de música estadunidense. Compôs mais de 900 canções e quarenta musicais para Broadway, além de trilhas para cinema e televisão. É mais conhecido por suas parcerias com os letristas Lorenz Hart e Oscar Hammerstein II. Suas composições têm tido um impacto significativo sobre a música popular até os dias atuais.
Rodgers e Marvin Hamlisch são os únicos a terem ganho os prêmios Óscar, Grammy, Emmy, Tony Award e o Prêmio Pulitzer.